# Pizzo Paradisino
Il Pizzo Paradisino (3.305 m s.l.m., detto anche Piz Paradisin), è una montagna delle Alpi di Livigno nelle Alpi Retiche occidentali.

## Descrizione
Si trova lungo la linea di confine tra l'Italia e la Svizzera. Si può salire sulla vetta partendo dal Rifugio Saoseo (1.987 m).